# Kirk Cooper
Edmund Kirkland ("Kirk") Cooper (28 luglio 1932 – 30 novembre 2018) è stato un velista bermudiano.

## Biografia
Partecipò a tre edizioni dei Giochi olimpici giungendo 5º a Tokyo 1964 e 13º a Città del Messico 1968 nella classe Dragone, mentre a Monaco di Baviera 1972 giunse 15º nella classe Soling. In quest'ultima occasione fu anche portabandiera per il suo paese alla cerimonia di apertura.
Nel 1983 fece parte della giuria della Coppa America. 
Suo padre, Edmund Merriman Cooper, e suo zio, Forster Cooper, parteciparono alle Olimpiadi di Berlino 1936 gareggiando nel nuoto.

## Palmarès
| Anno | Manifestazione  | Sede              | Evento  | Risultato | Prestazione | Note  |
| ---- | --------------- | ----------------- | ------- | --------- | ----------- | ----- |
| 1964 | Giochi olimpici | Tokyo             | Dragone | 5º        |             | [ 2 ] |
| 1968 | Giochi olimpici | Città del Messico | Dragone | 13º       |             | [ 3 ] |
| 1972 | Giochi olimpici | Monaco di Baviera | Soling  | 15º       |             | [ 4 ] |